# Blandville (Virginie-Occidentale)
Pour la ville du Kentucky, voir Blandville.
La communauté non incorporée de Blandville est située dans le comté de Doddridge, dans l’État de la Virginie-Occidentale, aux États-Unis. Blandville disposait d’un bureau de poste qui a fermé le 9 novembre 2002.